# Dichela berendtii
Dichela berendtii är en spindeldjursart som beskrevs av Menge 1854. Dichela berendtii ingår i släktet Dichela och familjen tvåögonklokrypare. Inga underarter finns listade i Catalogue of Life.